# Porto Conte
La baia di Porto Conte (Portu Conte in lingua sarda, Port del Comte in lingua catalana) è un'insenatura naturale della Riviera del Corallo, località della costa nord-occidentale della Sardegna, nell'omonimo mare, protetta in seguito all'istituzione del parco naturale regionale di Porto Conte. È racchiusa tra i promontori carsici di capo Caccia e punta Giglio e si affaccia sulla rada di Alghero; proprio da Alghero dista circa 20 km. Misura dall'imboccatura al fondo 6 km, con una larghezza di circa 2,5 km. La parte costiera è formata da piccole insenature, da dirupi e dal lungo arenile della spiaggia di pineta Mugoni.

## Storia
Conosciuto al tempo dei romani come Nimpharum Portus, ovvero porto delle ninfe, è uno dei più grandi porti naturali del Mediterraneo, riparato dai venti di nord ovest. Per questo motivo ha sempre rivestito una grande importanza strategica nei secoli passati.
Le prime testimonianze della presenza umana nell'area risalgono al Neolitico, con ritrovamenti datati al VI millennio a.C. presso la grotta Verde. Esistono inoltre numerose testimonianze di epoca nuragica presso le località di Palmavera e Sant'Imbenia. In quest'ultima località sono stati ritrovati i resti di una villa romana.

Il 27 agosto 1353, Pietro IV d'Aragona e il veneziano Niccolò Pisani sbaragliarono le armate genovesi nella battaglia di Porto Conte; morirono un migliaio di Genovesi, mentre i prigionieri furono 3.500 ed i feriti più di 2.000. La città fu poi ripopolata dai catalani.

Dal 1999 il luogo è sottoposto a protezione naturalistica nella zona terrestre con il parco regionale di Porto Conte e dal 1983 nella parte marina con l'area naturale marina protetta Capo Caccia - Isola Piana. Riveste una rilevante importanza a livello naturalistico e turistico, tanto che vi sono praticate molte attività turistiche, sportive e di interesse scientifico come: immersioni subacquee, speleologia, trekking, arrampicata, botanica, bird watching, archeologia, ricerca, enologia, fotografia naturalistica. Vi sono anche alcuni esemplari di asinello bianco importati dall'Asinara ospitati nel parco regionale per preservarne la specie.
Antoine de Saint-Exupéry, autore de Il piccolo principe, trascorse a Porto Conte gli ultimi due mesi della sua vita in una villa posta a monte della Torre Nuova , da maggio a luglio 1944, prima del tragico epilogo con la caduta del suo aereo.

## Territorio
La morfologia del territorio si presenta piuttosto variegata. La zona di costa compresa tra capo Caccia e punta Giglio è caratterizzata da ampi tratti a falesie alle quali si alternano porzioni meno scoscese. L'immediato entroterra è invece caratterizzato da basse colline alternate a pianure. Per motivi naturalistici è stato incluso, nonostante la notevole distanza dalla zona di Porto Conte lo stagno del Calich, collegato con il mare da un canale artificiale realizzato alla fine degli anni trenta durante i lavori di bonifica operati nella regione. Rappresenta un importante ecosistema per la varietà di vita animale e vegetale che ospita.
Dal punto di vista geologico l'area è caratterizzata da rocce calcaree dalle quali, per effetto dell'acqua, si sono originate numerose grotte carsiche. Tra i rilievi più elevato del parco vi sono la punta Cristallo, con i suoi 326 m s.l.m. ed il monte Doglia, che raggiunge i 442 metri.

### Clima
Nell'area di Porto Conte, così come in quasi tutto il territorio della Sardegna, il clima, secondo la classificazione climatica di Köppen, è quello mediterraneo. È caratterizzato da inverni miti ed umidi ed estati calde e secche. La temperatura media annua è compresa tra i 16 ed i 17 °C mentre le precipitazioni si attestano sui 600 millimetri all'anno. I venti dominanti sono il maestrale ed il libeccio.

## Flora

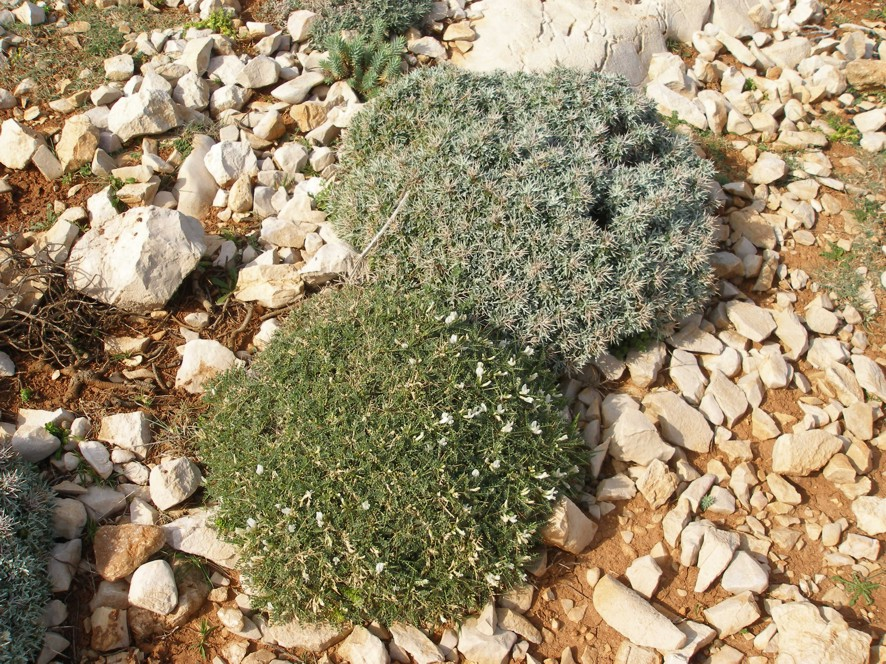
Centaurea horrida ed Astragalus terracianoi presso l'Isola Piana.

Le formazioni vegetali presenti nell'area protetta sono costituite dalla lecceta, dalla macchia mediterranea, dalla gariga e dai rimboschimenti di conifere. Questi ultimi devono la loro esistenza al cantiere forestale di Porto Conte - Prigionette, gestito dall'agenzia Forestas, racchiuso tra la costa nord del golfo e le pareti a picco di torre Pegna, punta Cristallo e punta Gessiere. Le aree a lecceta più consistenti si trovano presso punta Giglio.
Le specie presenti nella gariga sono il cisto marino (Cistus monspeliensis), il rosmarino (Rosmarinus officinalis), la betonica fetida (Stachys glutinosa), la ginestra di Corsica (Genista corsica), il timo (Thymus), la timelea (Thymelaea tartonraira) e l'elicriso (Helicrisum microphyllum) ma vi si trovano anche il fiordaliso spinoso (Centaurea horrida), l'astragalo dragante (Astragalus tragacantha), l'euforbia delle Baleari (Euphorbia pithyusa) e lo statice delle ninfe (Limonium nymphaeus). Lungo la costa vegetano i piccoli arbusti dell'astragalo di Terracciano (Astragalus terraccianoi), della ginestra sarda (Genista sardoa) e della stregona spinosa (Stachys glutinosa), associati alle specie erbacee come il giglio marino (Pancratium illyricum), la silene nodulosa (Silene nodulosa), il geranio corso (Erodium corsicum), la finocchiella di Bocconi (Seseli bocconei), il caglio di Schmid (Valium schmidii), la pratolina spatolata (Bellium bellidioides), l'aglio paucifloro (Allium parciflorum), lo zafferanetto di Requien (Romulea requienii), lo zafferano minore (Crocus minimus), il gigaro (Arum pictum), l'asfodelo (Asphodelus microcarpus) e l'ortica verdescura (Urtica atrovirens).

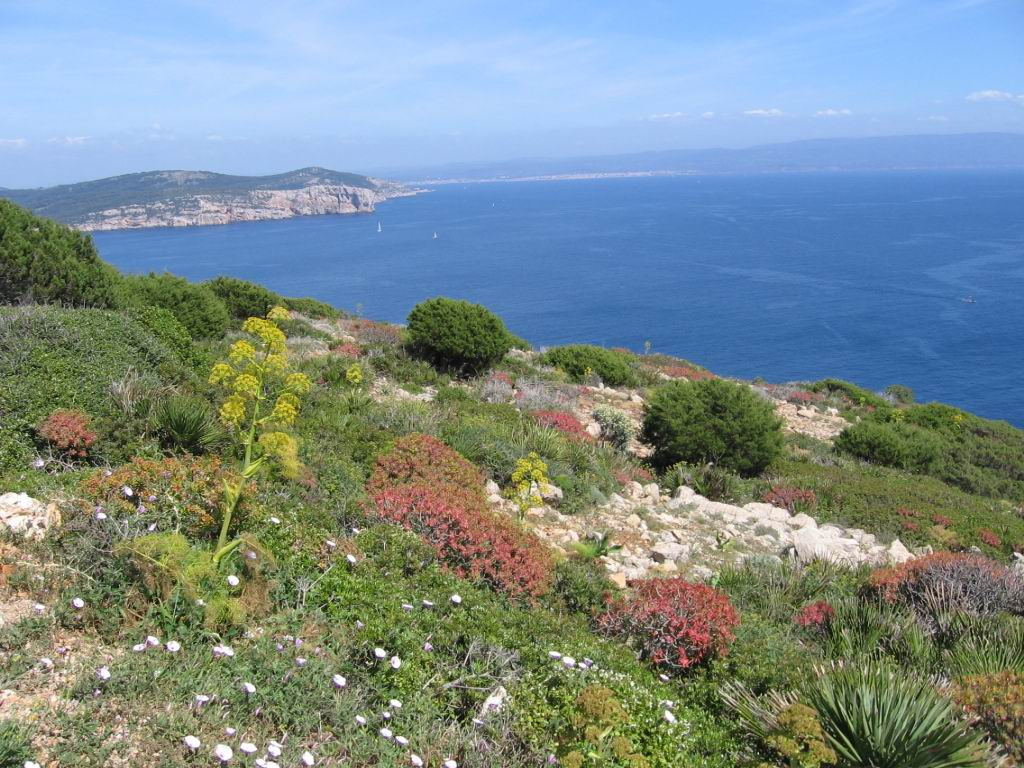
Tipica vegetazione mediterranea sul versante sud di capo Caccia

I boschi sono invece formati principalmente dal leccio (Quercus ilex), al quale si alterna anche il corbezzolo (Arbutus unedo) che, nelle formazioni a macchia lo si ritrova spesso associato all'erica arborea (Erica arborea). Il sottobosco è caratterizzato da specie come il pungitopo (Ruscus aculeatus), l'asparago pungente (Asparagus acutifolius), il ciclamino primaverile (Cyclamen repandum) e l'asparago bianco (Asparagus albus). La macchia è inoltre popolata da specie caratteristiche come il ginepro fenicio (Juniperus phoenicea), il lentisco (Pistacia lentiscus), la fillirea (Phillyrea angustifolia), l'olivastro (Olea europea sylvestris), l'euforbia arborescente (Euphorbia dendroides), l'euforbia cespugliosa (Euphorbia characias), la palma nana (Chamaerops humilis), il trifoglino legnoso (Dorycnium pentaphyllum), il cisto rosso (Cistus incanus) ed il cisto femmina (Cistus salvifolius).
Tra le rocce delle falesie di capo Caccia e punta Giglio crescono il finocchio marino (Crithmum maritimum), la camforosma (Camphorosma monspeliaca), il senecio (Senecio leucanthemifolius) il mesembriantemo (Mesembriantemum nodiflorum), il cavolo marino (Brassica insularis), il malvone delle rupi (Lavatera marittima), la ruta d'Aleppo (Ruta chalepensis), il porraccio (Allium ampeloprasum) e la violacciocca selvatica (Matthiola tricuspidata) mentre nelle zone ombreggiate vegetano il polipodio meridionale (Polypodium australe), la cedracca (Ceterach officinarum) ed il narciso giallo (Narcissus bertolonii).

## Fauna

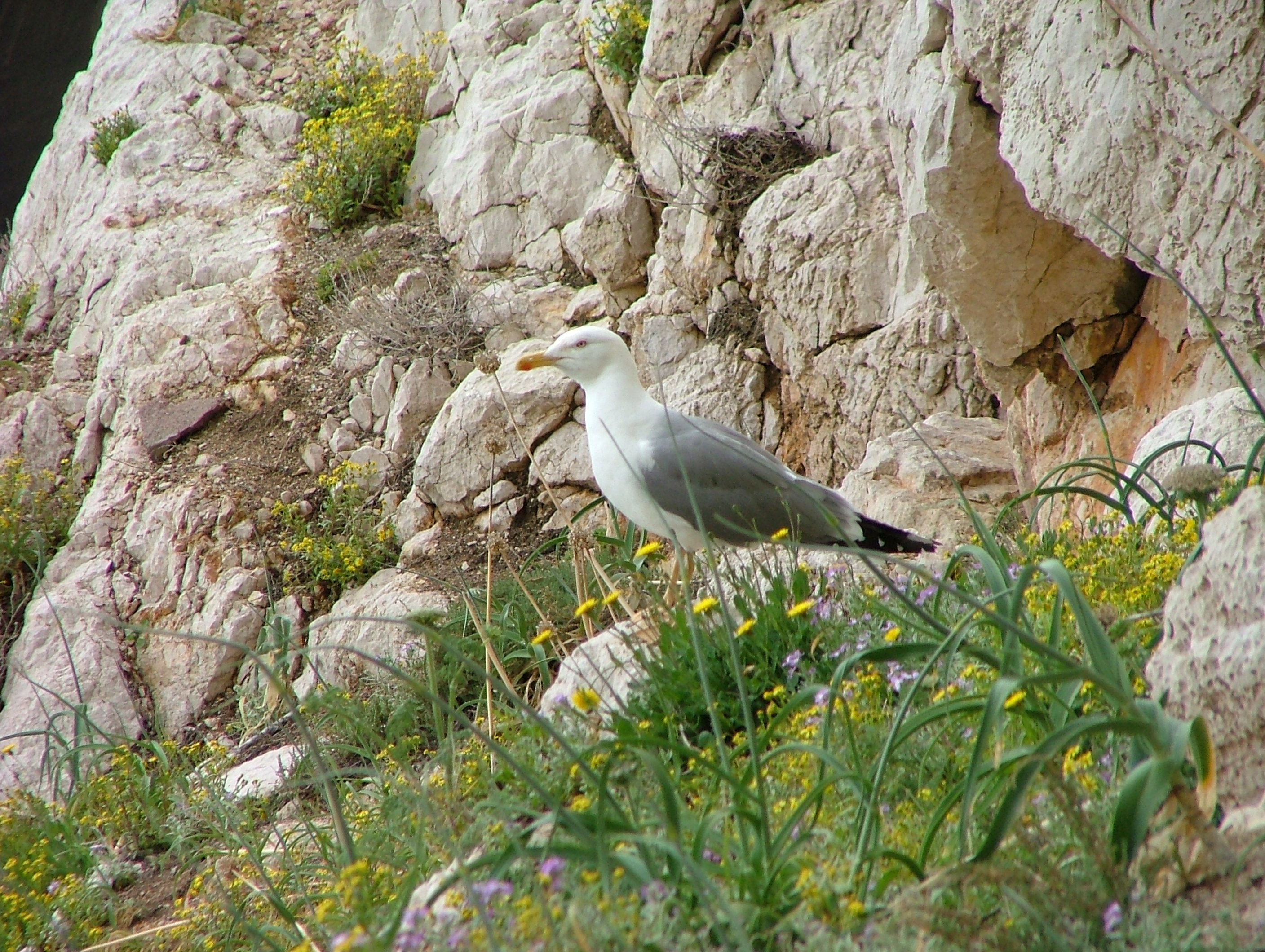
Un gabbiano reale mediterraneo (Larus michahellis) sulle scogliere di Capo Caccia.

I mammiferi che popolano le aree di macchia mediterranea e gariga sono il coniglio selvatico (Oryctolagus cuniculus) e la lepre sarda (Lepus capensis mediterraneus). Negli anni settanta furono reintrodotti, nell'area del cantiere forestale gestito dall'Ente Foreste, i daini (Dama dama), i cavallini della Giara (Equus caballus giarae) e gli asinelli bianchi (Equus asinus var. albina) provenienti dall'Asinara. Altri mammiferi comuni sono il cinghiale sardo (Sus scrofa meridionalis), la donnola (Mustela nivalis) e la volpe (Vulpes vulpes).
Tra gli uccelli le specie più comuni sono la pernice sarda (Alectoris barbara), l'occhiocotto (Sylvia melanocephala), la magnanina (Sylvia undata), lo zigolo nero (Emberiza cirlus) e lo scricciolo (Troglodytes troglodytes). Le zone boscose sono popolate dal fringuello (Fringilla coelebs), dalla cinciarella (Parus caeruleus), dalla cinciallegra (Parus major) e dal picchio rosso maggiore (Dendrocopos major). Nel periodo delle migrazioni si possono avvistare la tortora (Streptopelia turtur), il colombaccio (Columba palumbus), il balia selvatico (Columba livia) e la beccaccia (Scolopax rusticola). Gli uccelli acquatici più comuni, sono il cavaliere d'Italia (Himantopus himantopus), la garzetta (Egretta garzetta), l'airone cenerino (Ardea cinerea), il fenicottero rosa (Phoenicopterus roseus), il germano reale (Anas platyrhynchos), il tuffetto (Tachybaptus ruficollis), lo svasso maggiore (Podiceps cristatus) il cormorano (Phalacrocorax carbo), la folaga (Fulica atra) ed il fraticello (Sterna albifrons).
I rapaci sono rappresentati dal falco pellegrino (Falco peregrinus), dallo sparviere (Accipiter nisus), dalla poiana (Buteo buteo), dal gheppio (Falco tinnunculus) e dal barbagianni (Tyto alba ernesti). È inoltre presente il raro grifone (Gyps fulvus), che nidifica tra le scogliere e la cui presenza è segnalata anche più a sud, presso Capo Marrargiu. Le scogliere sono anche l'ambiente di nidificazione del corvo imperiale (Corvus corax). Gli uccelli marini più comuni sono la berta maggiore (Calonectris diomedea), la berta minore (Puffinus puffinus) e l'uccello delle tempeste (Hydrobates pelagicus), oltre al gabbiano corso (Ichthyaetus audouinii) ed al marangone dal ciuffo (Phalacrocorax aristotelis) che nidificano presso Cala della Barca.
I rettili presenti sono testuggine comune (Testudo hermanni) e la testuggine marginata (Testudo marginata), anche se quest'ultima con un numero minore di esemplari.

## Località e luoghi d'interesse
- Maristella
- Tramariglio
- Complesso di Sant'Imbenia
- Torre di Porto Conte
- Torre del Buru
- Torre di Tramariglio
- Capo Caccia
- Punta Giglio
- Grotta Verde
- Spiaggia della pineta Mugoni
- Tenuta e villa Mugoni
- Cala e grotta della Dragunara

## Galleria d'immagini

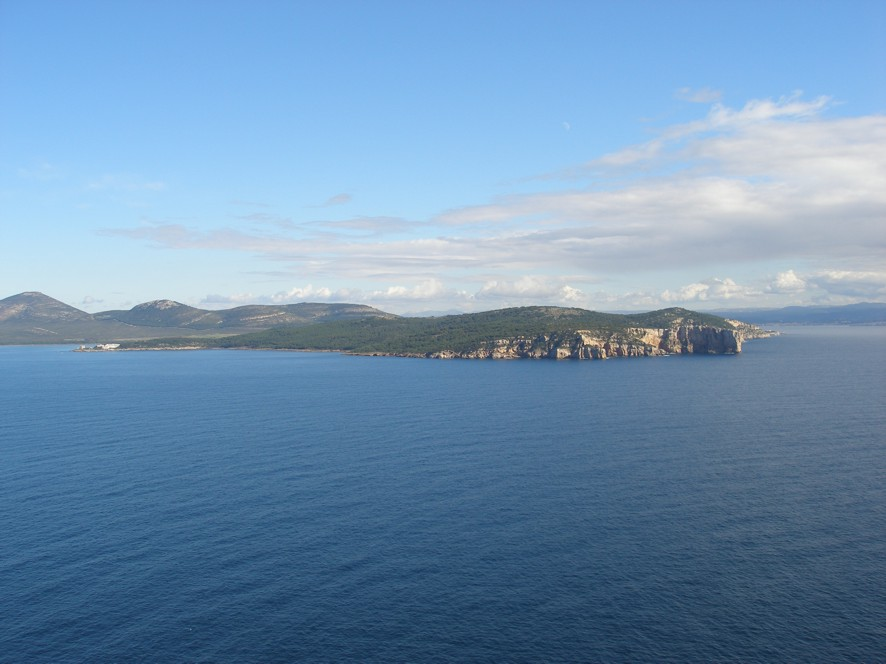
Punta Giglio e Torre di Porto Conte - Vista verso est da capo Caccia
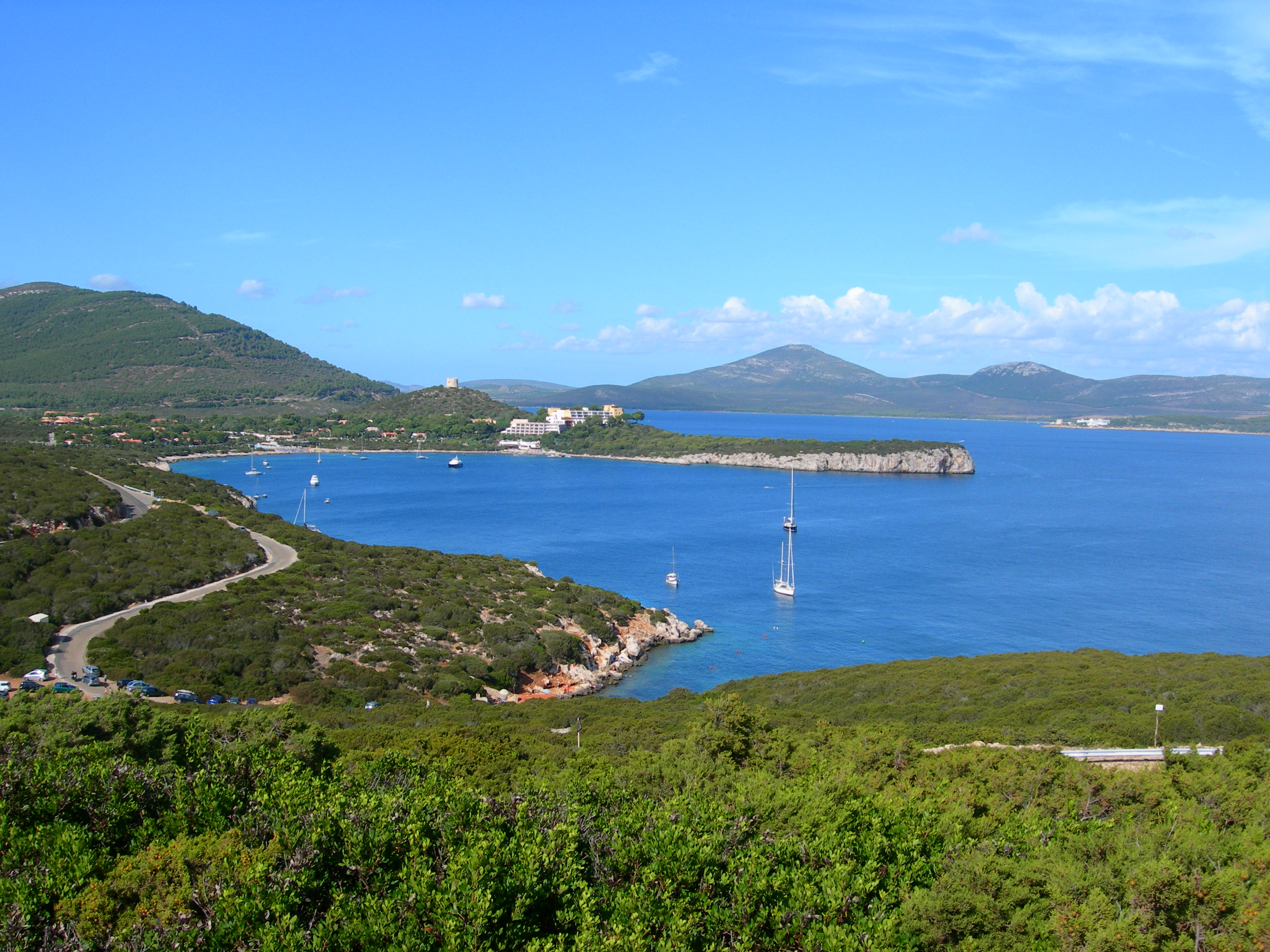
Vista su cala Calcina
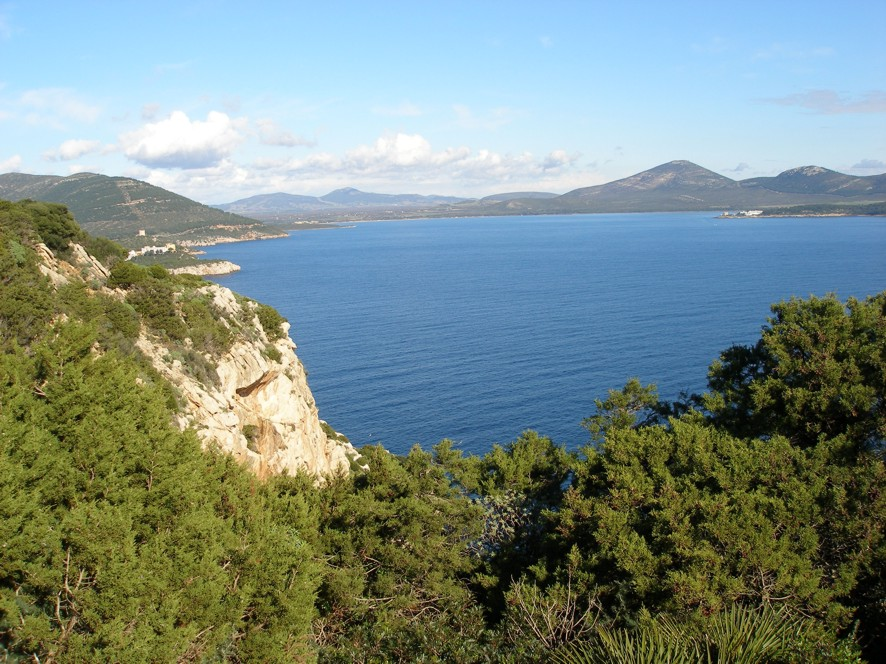
Baia di Porto Conte vista da capo Caccia
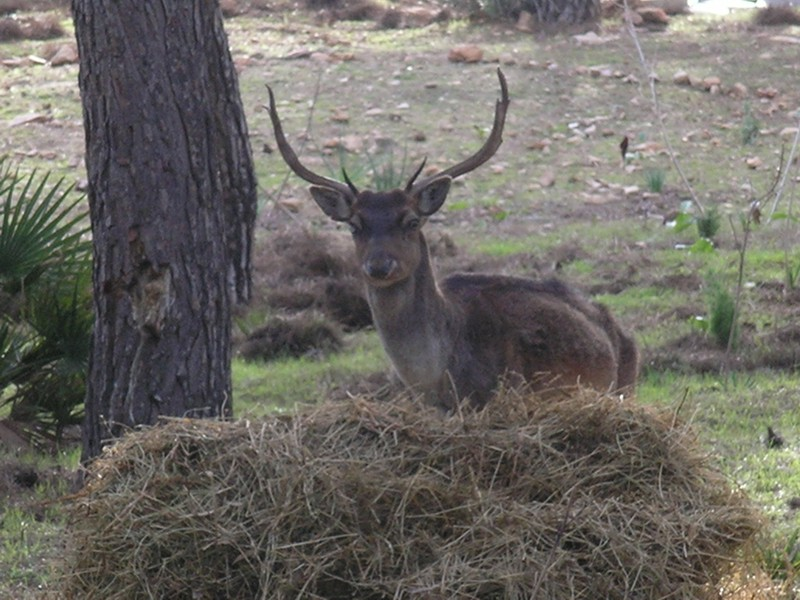
Daino presso l'oasi faunistica "Le prigionette"
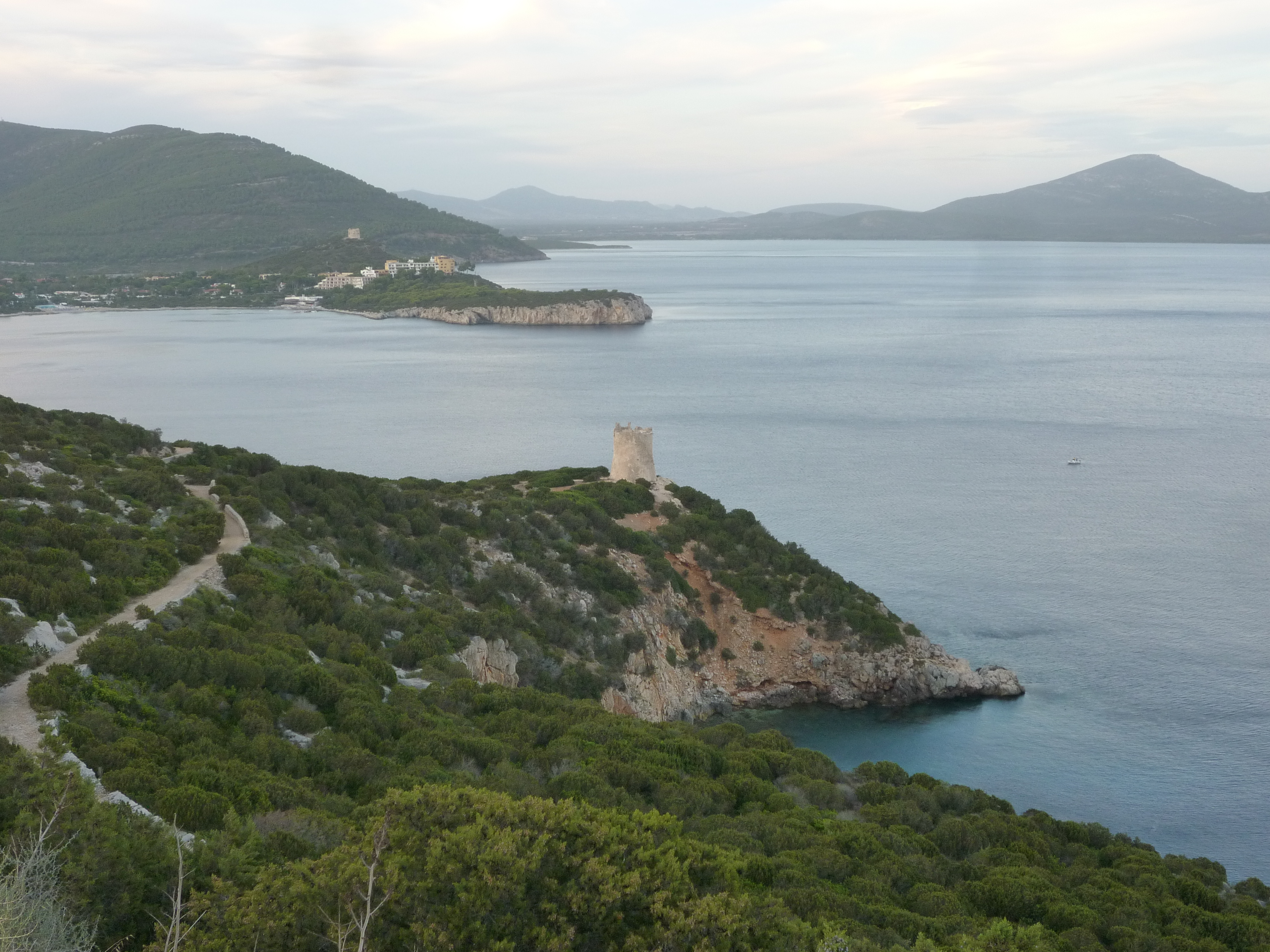
Torre del Buru - Alghero